# 301st Fighter Wing

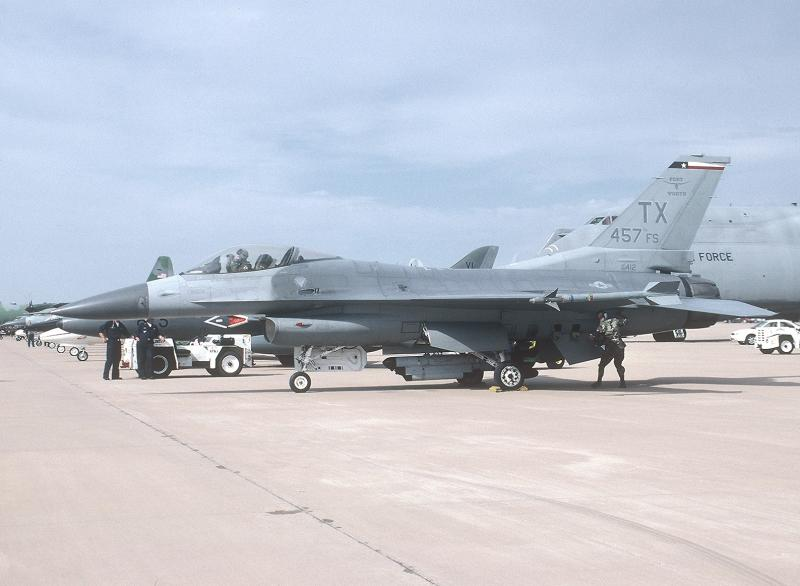
F-16C dello stormo

Il 301st Fighter Wing è uno stormo caccia dell'Air Force Reserve Command, inquadrato nella Tenth Air Force. Riporta alla Twelfth Air Force quando attivato per il servizio federale. Il suo quartier generale è situato presso la Naval Air Station Joint Reserve Base Fort Worth, nel Texas.

## Organizzazione
Attualmente, al settembre 2017, lo stormo controlla:
- 301st Operations Group, codice visivo di coda TX
  -  457th Fighter Squadron - Equipaggiato con F-16C/D
 All'unità è associato il 355th Fighter Squadron, 495th Fighter Group
  - 301st Operations Support Flight
- 301st Mission Support Group
  - 301st Security Forces Squadron
  - 301st Force Support Squadron
  - 301st Civil Engineer Squadron
  - 301st Logistics Readiness Squadron
  - 301st Communications Squadron
  - 73rd Aerial Port Squadron
  - Department of Defense Police
  - 301st Contracting Flight
  - Base Civil Engineer
  - Civilian Personnel
- 301st Maintenance Group
  - 301st Maintenance Squadron
  - 301st Aircraft Maintenance Squadron
  - 301st Maintenance Operations Flight
- 301st Medical Squadron
- 44th Fighter Group, Tyndall Air Force Base, Florida, Unità associata al 325th Fighter Wing
  -  301st Fighter Squadron
  - 44th Maintenance Squadron
  - 44th Aerospace Medical Flight